# Izvoarele sulfuroase submarine de la Mangalia
Izvoarele sulfuroase submarine de la Mangalia aeste o arie protejată (arie specială de conservare — SAC, sit de importanță comunitară — SCI) din România, desemnată în scopul protejării biodiversității și menținerii într-o stare de conservare favorabilă a florei spontane și faunei sălbatice, precum și a habitatelor naturale de interes comunitar aflate în arealul zonei de protecție. Aceasta este situată în partea sud-estică a țării, pe teritoriul administrativ al județului Constanța, în Marea Neagră.

## Localizare
Aria naturală  se află în extremitatea sud-estică a județului Constanța, în partea portuară estică a orașului Mangalia, aproape de drumul național DN39, care leagă orașul Eforie de Mangalia.

## Înființare
Zona a fost declarată sit de importanță comunitară prin Ordinul Ministerului Mediului și Dezvoltării Durabile Nr.1964 din 13 decembrie 2007 (privind instituirea regimului de arie naturală protejată a siturilor de importanță comunitară, ca parte integrantă a rețelei ecologice europene Natura 2000 în România) și se întinde pe o suprafață de 5.784,9 hectare. Situl a fost protejat și ca arie specială de conservare în mai 2022.

Aria protejată reprezintă zona nisipoasă (și stâncăriile submarine din Marea Neagră) încadrată în bioregiune pontică, aflată în imediata vecinătate a portului Mangalia; ce adăpostește o gamă variată de vegetație și faună marină.

## Biodiversitate

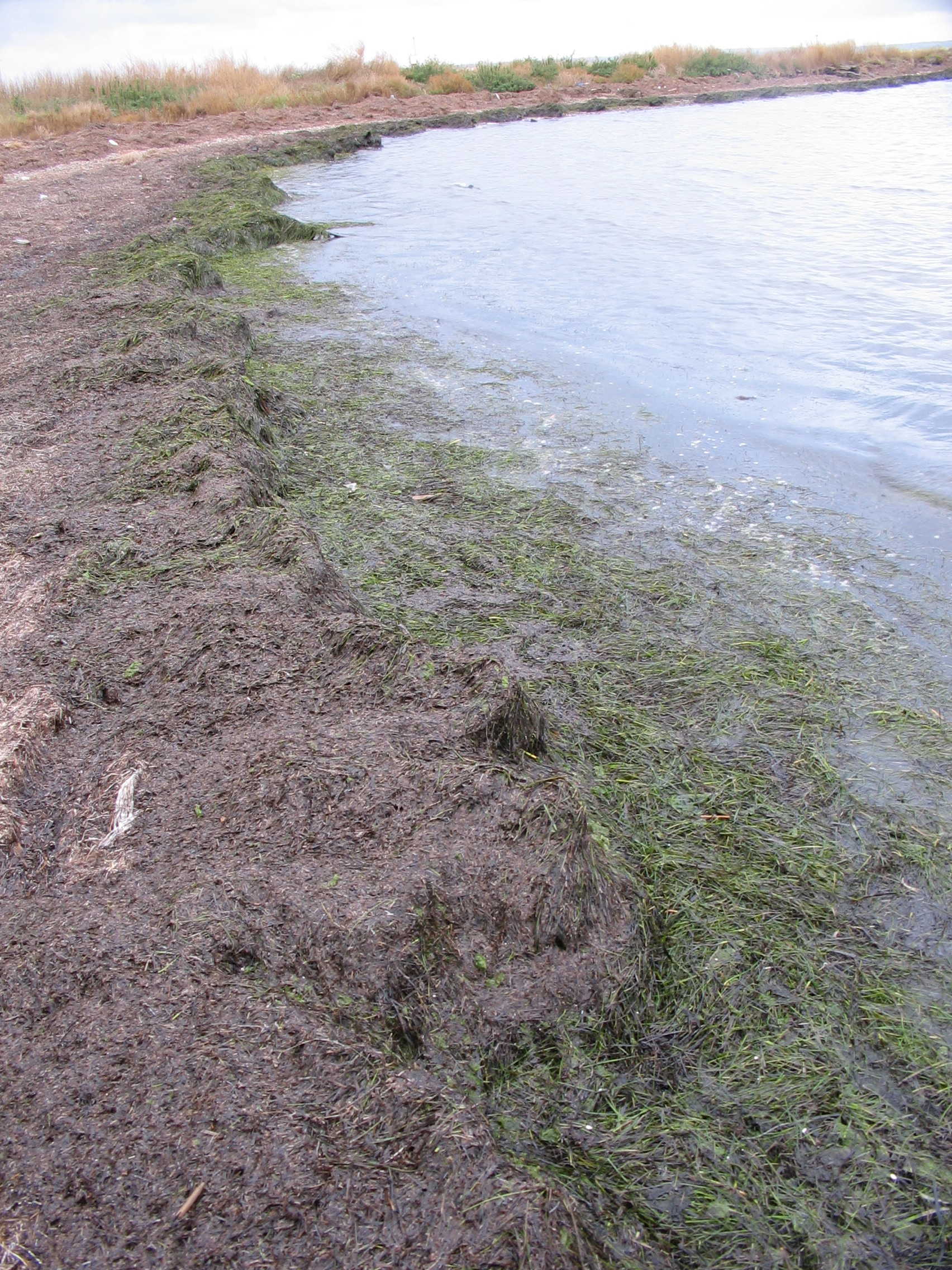
Iarbă de mare (Zostera noltii)

Situl a fost desemnat în scopul conservării unor habitate de interes comunitar de tip: Bancuri de nisip acoperite permanent de un strat mic de apă de mare, Recifi și Nisipuri și zone mlăștinoase neacoperite de apă de mare la reflux  și protejării unui specii de iarbă de mare (Zostera noltii) și a unei comunități de alge din specia Cystoseira barbata.
Alte specii de floră și faună marină semnalate în arealul sitului:
Floră cu specii de: iarbă de mare (Zostera noltii, specia aflată pe lista roșie a IUCN) și alge (verzi, roșii) cu specii de: Cladophora vagabunda, Ceramium rubrum și Cystoseira sp..
Fauna este constituită din pești cu specii de: guvid (Gobius cobitis), guvidul de nisip (Pomatoschistus minutus); crabi cu specii de Diogenes pugilator, Eriphia verrucosa, moluște cu specii de Solen marginatus sau scoici din specia Paphia aurea.

## Căi de acces
- Drumul național DN39 pe ruta: Eforie - Eforie Sud - Tuzla - 23 August - Mangalia.

## Monumente și atracții turistice
În vecinătatea sitului se află mai multe obiective de interes istoric, cultural și turistic; astfel:
- Biserica "Sf. Gheorghe" din Mangalia, construcție 1914-1929, monument istoric.
- Moscheea Esmahan Sultan, Mangalia, construcție 1590, monument istoric.
- Geamia Abdul Medgid din Mangalia, construcție 1857-1865, monument istoric.
- Casa Mehmet Hagi Ismai din Mangalia, construcție secolul al XVIII-lea, monument istoric.
- Fosta baie turcească din Mangalia, construcție secolul al XIX-lea, monument istoric.
- Statuie "Fata șezând" (Neptun - lângă Hotel Traian), construcție 1945, monument istoric.
- Cimitirul musulman din Mangalia, datat secolul al XVII-lea, monument istoric.
- Situl arheologic "Orașul antic Callatis" de la Mangalia (cetate romană, bazilică, necropole, morminte; ca aparțin mai multor perioade istorice: sec. I-VII p. Chr., Epoca romană și romano-bizantină, sec. VI - VII, Epoca romano-bizantină, sec. III - I a. Chr., Epoca elenistică, sec. IV - I a. Chr., Epoca greacă, sec. IV - I a. Chr., Latènne).
- Litoralul românesc cu stațiunile Cap Aurora, Jupiter, Olimp, Neptun, Saturn și Venus.